# Marco Pola
Marco Pola (Roncegno Terme, 29 agosto 1906 – Trento, 9 ottobre 1991) è stato un poeta italiano, nell'ambiente letterario era conosciuto come il poeta di Trento.

## Biografia
Marco Pola è nato a Roncegno, un piccolo borgo della Valsugana, il 29 agosto 1906. La sua famiglia di origine, numerosa come è frequente in quell'epoca, è composta dai genitori: Vittorio Pola e Adelinda e da cinque figli: Raffaello, Jolanda, Sanzio, Maria Pia, Marcella e lo stesso Marco. Abitano in una delle strade più centrali del paese, la via Grassi in una casa di fine Ottocento.
La Valsugana dei primi anni del Novecento è una ridente periferia dell'Impero degli Asburgo e Roncegno (come del resto Levico e Borgo Valsugana) è un'importante stazione balneare: si fanno i bagni di fieno e altre cure termali. Lo stabilimento Grand Hotel des Bains, in particolare, ha grande rinomanza ed ospita costantemente una clientela prestigiosa: nobili austriaci, inglesi, russi, rumeni e italiani. Il padre di Pola lavora per un certo periodo nell'amministrazione di quel complesso alberghiero.
L'incanto dell'infanzia si avvia però ad una rapida e drammatica fine. Nel 1915, alla vigilia dello scoppio della guerra, Vittorio Pola viene arrestato perché sospetto di irredentismo e trasportato dapprima a Trento e poi verso una destinazione ignota ai suoi cari. Non passa molto tempo e, quando la guerra intensificò le azioni, tutta il resto della famiglia, come gran parte degli abitanti della Valsugana e del Trentino Orientale (che diventerà uno dei principali teatri della Grande Guerra), è costretta ad abbandonare il paese per emigrare a Katzenau, una cittadina vicino alla città di Linz, nell'Est dell'Impero.
Il caso vuole che la destinazione di Adelinda e dei suoi cinque figli sia la stessa di quella del padre. Così la famiglia si trova nuovamente unita ma in un contesto drammatico. Il padre è prigioniero in una zona speciale, circondata da fili spinati, e il campo profughi è sorvegliato da sentinelle armate. Le famiglie sono collocate in grandi baracche di legno. Anche ai Pola toccò un angolo di una di queste baracche, con teli e fili a fare da divisori. Il cibo è scarso e costituito da pane con acqua e rape (i "navoni"). Dopo qualche settimana di permanenza la famiglia viene trasferita in una baracca di legno più accogliente, divisa in piccoli appartamenti.
Durante la permanenza a Katzenau, il Danubio, che scorre a pochi chilometri dalla città, inonda e si riversa nelle campagne circostanti. I campi profughi scampano alla tragedia ma la vita diviene ancora più difficile. Tuttavia, il ritiro delle acque lascia anche delle occasioni di gioco per il giovanissimo Pola: le pozzanghere di ghiaccio trasformatesi in piste da pattinaggio. Marco comincia a frequentare la terza classe della scuola elementare di emergenza, costituita appositamente nei campi, con insegnanti di lingua italiana.
L'Austria comincia a sentire il peso del conflitto. Per sanare la grave perdita di uomini vengono mobilitate tutte le forze. Anche tra i confinati vengono chiamati tutti gli uomini validi. Il padre di Pola viene trasferito nella "compagnia di disciplina" di Beneschau, in Boemia. Anche il resto della famiglia lascia l'accampamento di Katzenau ed inizia a peregrinare per l'Austria Orientale. Fra le tappe va ricordato un soggiorno a St. Martin, dove il giovane Pola frequenta le scuole elementari in lingua tedesca.
La guerra, intanto, sta per finire e l'Impero Asburgico sta arrivando alla definitiva dissoluzione politica e geografica. I profughi, fra i quali la famiglia di Pola, vengono trasferiti dal campo di concentramento per irredentisti e sospetti di irredentismo di Katzenau ad una delle "città di legno", Mitterndorf, dove vengono ospitati i profughi che attendevano, in grave disagio, il rimpatrio. Il nuovo campo di concentramento si caratterizzava per lo stato di sorveglianza e di libertà più umani, ma allo stesso tempo, anche per la carenza di cibo e servizi fondamentali.
Nel novembre del 1918, cessate le ostilità, in un'atmosfera di incertezza e quasi di incredulità, tutta la famiglia Pola torna a Roncegno in un lunghissimo treno stipato di gente e di bagagli. Si trattò di un viaggio interminabile, per le continue soste del treno nelle stazioni piene di viaggiatori e di soldati sbandati. Il paese era semidistrutto e lo stabilimento, il Grand Hotel des Bains aveva anch'esso subito qualche danno ma era rimasto miracolosamente in piedi. Poterono esservi così alloggiati coloro che non avevano più casa.
La famiglia Pola poté invece sistemarsi alla meglio nella propria casa, anche se mostrava evidenti tracce della guerra in qualche parete squarciata e nella prima rampa delle scale, ridotta a piano inclinato. Intanto nel paese, semidistrutto ma carico di entusiasmo per la pace ritrovata, ricominciava la vita.

## Opere
- Poesie, xilografie di Remo Wolf, Firenze, Vallecchi, 1938
- Quando l'angelo vuole, prefazione di Ugo Fasolo, Padova, Rebellato, 1956
- Il porto lucente, prefazione di Gian Antonio Cibotto, Padova, Rebellato, 1959
- Il vento e cento altre parole, Padova, Rebellato, 1962
- Le fize del solà, premessa di Benedetto Bonapace, Trento, Monauni, 1963
- Somenze mate, premessa dell'editore, Trento, Monauni, 1964
- Aneghe tàneghe, prefazione di Carlo Munari, Trento, Monauni, 1965
- Maria Lumeta e altri pecadi, premessa dell'editore, Roma, Dell'Arco, 1965
- Ogni volta che rido, ogni volta che pianzo, prefazione di Eugenio Ferdinando Palmieri, Roma, Dell'Arco, 1966
- Qualcòs de pu de prima, premessa dell'editore, Padova, Rebellato, 1966
- Giorni pensosi affluenti, Ancona, Bucciarelli, 1966
- Le machinete, prefazione di Umberto Corsini, Calliano, Manfrini, 1969
- Davanti a mi, prefazione di Marcello Camilucci, Padova, Rebellato, 1972
- Na strada per encontrarse, Padova, Rebellato, 1974
- Veronica dei paesi, premessa dell'editore, Milano, Scheiwiller, 1976
- Gli uccelli, prefazione di Jean Pierre Jouvet, Calliano (TN), Manfrini, 1977
- Luna, luna mata, prefazione di Luigi Menapace e 8 disegni di Guido Polo, Rovereto, Manfrini, 1979
- Epigrammi del bene e del male, Milano, Scheiwiller, 1979
- Pensieri sul rito della mensa, Trento, Innocenti, 1981
- Mi e ti, Trento, Artigianelli, 1984
- La luna e il labirinto, Milano, Scheiwiller, 1985
- I fiori dell'ort, Trento, Artigianelli, 1985
- I òri del bosch, Trento, Artigianelli, 1986
- Il villaggio di carta. Poesie scelte, a cura della Biblioteca comunale di Trento, con scritti di Nunzio Carmeni, Stefano Crespi, Maria Elena Goller, Luigi Menapace, Andrea Zanzotto, Comune di Trento, 1988
- Opera poetica, a cura di Alessandro Franceschini, Trento, La Finestra editrice, 2006